# Pseudocalotes austeniana
Espèce
Synonymes
- Salea austeniana Annandale, 1908
- Mictopholis austeniana (Annandale, 1908)

Pseudocalotes austeniana est une espèce de sauriens de la famille des Agamidae.

## Répartition
Cette espèce se rencontre au Bhoutan et en Inde (en Assam et en Arunachal Pradesh).

## Étymologie
Cette espèce est nommée en l'honneur de Henry Haversham Godwin-Austen (1834-1923).

## Publication originale
- (en) Boulenger, A vertebrate fauna of the Malay Peninsula from the Isthmus of Kra to Singapore incl. the adjacent islands. Reptilia and Amphibia, London, Taylor & Francis, 1912, p. 1-294 (texte intégral).